# Mama galeză

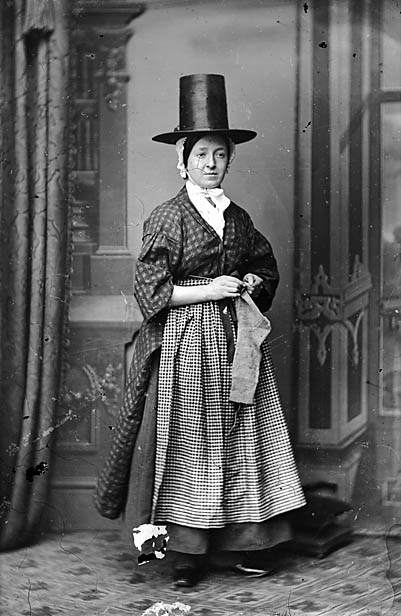
O doamnă îmbrăcată într-un costum tradițional galez, popular în secolul 19.

Mama galeză (engleză Welsh Mam, "mam" în galeză însemnând "mamă") a fost o imagine arhetipală a unei femei căsătorite galeze care a apărut în zona industrială a Țării Galilor de sud. Descrisă drept "muncitoare, credincioasă și curată, o mamă pentru fii ei și responsabilă pentru cămin", această viziune a femeilor a fost descrisă în romanul lui Richard Llewellyn din 1939 intitulat Cât de verde era valea mea. Mama galeză era văzută drept o matriarhă stăpânind asupra gospodăriei sale. În realitate cele mai multe femei galeze erau dependente de venitul bărbaților, suferind de sărăcie și îmbolnăvindu-se la nașterile copiilor.